# Palé, Baranya
Palé este un sat în districtul Hegyhát, județul Baranya, Ungaria, având o populație de 101 locuitori (2011). 

## Demografie
Componența etnică a satului Palé
     Maghiari (94,85%)
     Romi (5,15%)
Componența confesională a satului Palé
     Romano-catolici (40,59%)
     Fără religie (12,87%)
     Reformați (4,95%)
     Necunoscută (41,58%)
     Alte religii (7,92%)
Conform recensământului din 2011, satul Palé avea 101 locuitori. Din punct de vedere etnic, majoritatea locuitorilor (94,85%) erau maghiari, cu o minoritate de romi (5,15%). Nu există o religie majoritară, locuitorii fiind romano-catolici (40,59%), persoane fără religie (12,87%) și reformați (4,95%). Pentru 41,58% din locuitori nu este cunoscută apartenența confesională.